# Le Roman de Manon
Pour les articles homonymes, voir When a Man Loves.
Pour plus de détails, voir Fiche technique et Distribution.
Le Roman de Manon (titre original : When a Man Loves) est un film américain réalisé par Alan Crosland et sorti en 1927.
Cette adaptation de Manon Lescaut est le troisième film de la Warner Bros. disposant du dispositif sonore Vitaphone.

## Synopsis
Le Chevalier Fabien des Grieux, un aventurier, se bat pour sauver une jeune fille de la prostitution, Manon Lescaut.

## Fiche technique
- Titre original: When a Man Loves
- Réalisation : Alan Crosland
- Adaptation : Bess Meredyth
- Production : Warner Bros.
- Image : Byron Haskin
- Musique : Henry Hadley
- Son : Vitaphone
- Durée : 111 minutes (version restaurée)
- Dates de sortie :
  - États-Unis : 3 février 1927
  - France : 12 juillet 1929

## Distribution
- John Barrymore : Chevalier Fabien des Grieux
- Dolores Costello : Manon Lescaut
- Warner Oland : André Lescaut
- Sam De Grasse : Comte Guillot de Morfontaine
- Holmes Herbert : Jean Tiberge
- Stuart Holmes : Louis XV
- Bertram Grassby : Le Duc de Richelieu
- Tom Santschi : Captaine
- Marcelle Corday (non-créditée) : Marie